# محمد نور سعد
محمد نور سعد (توفي عام 1976) كان ضابطًا عسكريًا سودانيًا قاد العملية البرية لمحاولة الانقلاب عام 1976 ضد حكومة الرئيس جعفر نميري آنذاك. تم تدبير الانقلاب من قبل زعيم المعارضة صادق المهدي وكان الهدف منه الإطاحة بنظام النميري الذي حكم السودان منذ انقلاب عام 1969.

## سيرة
تخرج سعد من الكلية الحربية السودانية عام 1955م، ثم درس الهندسة الميكانيكية في ألمانيا. تم فصله من القوات المسلحة السودانية في عام 1974 بعد اتهامه بالتخطيط لانقلاب. وبعد ذلك غادر إلى ألمانيا.

### محاولة الانقلاب عام 1976
قاد سعد القوات المسلحة أثناء محاولة الانقلاب التي وقعت في 2 يوليو 1976. كان الانقلاب جهدًا منسقًا جيدًا شاركت فيه قوات المتمردين، بما في ذلك الجنود المنشقين والمدنيين، الذين تم تدريب العديد منهم وتسليحهم من قبل ليبيا تحت إشراف معمر القذافي. اقتحمت القوات المنشقة الخرطوم، عاصمة السودان، في محاولة للسيطرة على المنشآت الحكومية الرئيسية، بما في ذلك القصر الرئاسي، ومحطات الإذاعة، والثكنات العسكرية.
وشنت القوات الموالية للرئيس نميري هجوما مضادا، مما أدى إلى اندلاع قتال عنيف استمر عدة أيام في الخرطوم. وتسببت المعركة في سقوط عدد كبير من الضحايا المدنيين وأضرار في العاصمة. تمكنت القوات الحكومية، بدعم من الدبابات، من استعادة السيطرة على المدينة، وتم قمع الانقلاب في غضون أسبوع.
وفي أعقاب فشل الانقلاب، تم اعتقال سعد وشخصيات رئيسية أخرى، من بينهم 98 جنديًا ومدنيًا، وتمت محاكمتهم وإعدامهم. كما استغل النظام الانقلاب الفاشل كفرصة لتعزيز سلطته وقمع قوى المعارضة. ألقت حكومة نميري اللوم في الانقلاب على التدخل الأجنبي، وخاصة ليبيا، وشددت الإجراءات الأمنية في أعقاب الانقلاب لمنع أي محاولات مستقبلية.
وفي عام 1977، جرت مصالحة وطنية بين الصادق المهدي، زعيم المعارضة المقيم في الخارج، والنميري.